# Shosh
Shosh là một xã trong quận Shkodër thuộc hạt Shkodër, Albania. Dân số năm 2005 là 1157 người.